# Садок (Тверская область)
Садок  — поселок в Торжокском районе Тверской области. Входит в состав Борисцевского сельского поселения.

## География
Находится в центральной части Тверской области на расстоянии приблизительно 8 км на юг-юго-запад по прямой от районного центра города Торжок, прилегая с северо-востока к поселку Красный Торфяник.

## История
До Великой Отечественной войны поселок еще не отмечался на карте. Был отмечен на карте 1980 года.

## Население
Численность населения: 31 человек (русские 80 %) в 2002 году, 31 в 2010.